# Brennivín
Brennivín (Islandsk udtale: [prɛnːɪvin]) er en usødet snaps, der anses for at være Islands signaturdrik. Det er en populær islandsk spiritus, hvis væske er klar, og den nydes ved mange lejligheder. Den er produceret på gæret korn eller kartofler og krydret med kommen, og den kan derfor sammenlignes med en dansk brændevin. For at lave brennivín skal man lægge urter i blød i alkohol for at give den sin karakteristiske smag. Det er en nordisk tradition, som også ses i lande som Norge, Danmark og Sverige. Alkoholprocenten ligger typisk mellem 37,5 og 40%.
Drikken bliver i folkemunde omtalt som Svarta Dauðinn = Den sorte død, fordi den har en sort etiket. I gamle dage satte den islandske regering etiketten på for at skræmme folk væk fra drikken grundet dens høje alkoholprocent.
 Der er for få eller ingen kildehenvisninger i denne artikel, hvilket er et problem. Du kan hjælpe ved at angive troværdige kilder til de påstande, som fremføres i artiklen.